# Unterseeboot 987
L'Unterseeboot 987 ou U-987 est un sous-marin allemand (U-Boot) de type VIIC utilisé par la Kriegsmarine pendant la Seconde Guerre mondiale.
Le sous-marin fut commandé le 25 mai 1941 à Hambourg (Blohm + Voss), sa quille fut posée le 2 octobre 1942, il fut lancé le 2 juin 1943 et mis en service le 8 juillet 1943, sous le commandement de l'Oberleutnant zur See Hilmar-Karl Schreyer.
L'U-987 n'endommagea ou ne coula aucun navire au cours de l'unique patrouille (24 jours en mer) qu'il effectua.
Il est coulé par un sous-marin britannique dans l'Atlantique Nord, en juin 1944.

## Conception
Unterseeboot type VII, l'U-987 avait un déplacement de 769 tonnes en surface et 871 tonnes en plongée. Il avait une longueur totale de 67,10 m, un maître-bau de 6,20 m, une hauteur de 9,60 m et un tirant d'eau de 4,74 m. Le sous-marin était propulsé par deux hélices de 1,23 m, deux moteurs diesel Germaniawerft M6V 40/46 de 6 cylindres en ligne de 1 400 cv à 470 tr/min, produisant un total de 2 060 à 2 350 kW en surface et de deux moteurs électriques Brown, Boveri & Cie GG UB 720/8 de 375 cv à 295 tr/min, produisant un total 550 kW, en plongée. Le sous-marin avait une vitesse en surface de 17,7 nœuds (32,8 km/h) et une vitesse de 7,6 nœuds (14,1 km/h) en plongée. Immergé, il avait un rayon d'action de 80 milles marins (150 km) à 4 nœuds (7,4 km/h; 4,6 milles par heure) et pouvait atteindre une profondeur de 230 m. En surface son rayon d'action était de 8 500 milles nautiques (soit 15 700 km) à 10 nœuds (19 km/h).
L'U-987 était équipé de cinq tubes lance-torpilles de 53,3 cm (quatre montés à l'avant et un à l'arrière) et embarquait quatorze torpilles. Il était équipé d'un canon de 8,8 cm SK C/35 (220 coups), d'un canon antiaérien de 20 mm Flak et d'un canon 37 mm Flak M/42 qui tire à 15 350 mètres avec une cadence théorique de 50 coups par minute. Il pouvait transporter 26 mines TMA ou 39 mines TMB. Son équipage comprenait 4 officiers et 40 à 56 sous-mariniers.

## Historique
Il reçut sa formation de base au sein de la 5. Unterseebootsflottille jusqu'au 29 février 1944, puis il rejoint son unité de combat dans la 1. Unterseebootsflottille. À partir du 1er juin 1944, il opére dans la 11. Unterseebootsflottille. 
Sa première patrouille est précédée de courts trajets de Kiel à Marviken puis à Stavanger. Elle commence le 28 mai 1944 au départ de Stavanger pour les eaux Arctiques. 
Après 19 jours de mer le 15 juin 1944, l'U-987 est coulé en mer de Norvège à l'ouest de Narvik, à la position 68° 01′ N, 5° 08′ E, d'une torpille lancée par le sous-marin britannique HMS Satyr.
Les 53 membres d'équipage meurent dans cette attaque.

## Affectations
- 5. Unterseebootsflottille du 8 juillet 1943 au 29 février 1944 (Période de formation).
- 1. Unterseebootsflottille du 1er mars 1944 au 31 mai 1944 (Unité combattante).
- 11. Unterseebootsflottille du 1er juin 1944 au 15 juin 1944 (Unité combattante).

## Commandement
- Oberleutnant zur See Hilmar-Karl Schreyer du 8 juillet 1943 au 15 juin 1944.

## Patrouilles
|       | Commandant                 | Départ      | Départ    | Arrivée      | Arrivée   | Jours    | Succès |
| ----- | -------------------------- | ----------- | --------- | ------------ | --------- | -------- | ------ |
|       | Oblt. Hilmar-Karl Schreyer | 13 mai 1944 | Kiel      | 15 mai 1944  | Marviken  | 3 jours  |        |
|       | Oblt. Hilmar-Karl Schreyer | 21 mai 1944 | Marviken  | 22 mai 1944  | Stavanger | 2 jours  |        |
| 1     | Oblt. Hilmar-Karl Schreyer | 28 mai 1944 | Stavanger | 15 juin 1944 | Coulé     | 19 jours |        |
| Total | Total                      | Total       | Total     | Total        | Total     | 24 jours | 0 t    |

Note : Oblt. = Oberleutnant zur See

### OpérationsWolfpack
L'U-987 a opéré avec les Wolfpacks (meute de loups) durant sa carrière opérationnelle.
- Trutz (2 — 15 juin 1944)